# Berufsschadensausgleich
Der Berufsschadensausgleich ist ein Anspruch des sozialen Entschädigungsrechts und in § 30 Abs. 3 ff. des Bundesversorgungsgesetzes (BVG) geregelt.

## Voraussetzungen und Bemessung
Nach diesen Bestimmungen erhalten Beschädigte, deren Einkommen aus gegenwärtiger oder früherer Tätigkeit durch Schädigungsfolgen (§ 1 BVG) gemindert ist, einen Berufsschadensausgleich in Höhe 42,5 % des auf volle Euro nach oben aufgerundeten Verlustes. Einkommensverlust ist der Unterschiedsbetrag zwischen dem Bruttoeinkommen aus gegenwärtiger oder früherer Tätigkeit zuzüglich der Ausgleichsrente (= derzeitiges Einkommen) und dem höheren Vergleichseinkommen (§ 30 Abs. 4 Satz 1 BVG, „Brutto-Methode“).
Wie sich das Vergleichseinkommen berechnet, ist in § 30 Abs. 5 BVG in Verbindung mit der Berufsschadensausgleichsverordnung geregelt. Demgemäß errechnet sich das Vergleichseinkommen aus dem monatlichen Durchschnittseinkommen einer Besoldungsgruppe der Besoldungsordnung A, der die Beschädigten ohne die Schädigung zuzuordnen wären. Dabei werden – je nach tatsächlichem oder vermutlichem Bildungsabschluss – fünf verschiedene Vergleichseinkommen gebildet. Einzelheiten ergeben sich aus § 2 der neuen Fassung der Berufsschadensausgleichsverordnung (BSchAV), die zum 1. Juli 2011 in Kraft getreten ist. Die Vergleichseinkommen werden jährlich im Bundesanzeiger bekanntgemacht und auch auf der Homepage des Bundesministeriums für Arbeit und Soziales veröffentlicht.
Die oben dargestellte „Brutto-Methode“ wird allerdings nicht mehr angewendet. Seit dem 21. Dezember 2007 wird für alle „Neufälle“ die „Netto-Methode“ angewendet (§ 30 Abs. 6-8 BVG). Dabei wird einem Nettobetrag des Vergleichseinkommens der Nettobetrag des tatsächlichen Einkommens gegenübergestellt, wobei die Nettobeträge nach vorgegebenen Formeln fiktiv aus den Bruttobeträgen ermittelt werden (§ 30 Abs. 7 f. BVG). Neben der Ausgleichsrente (§§ 32 f. BVG) wird auch der Ehegattenzuschlag (§ 33a BVG) zum Nettobetrag des tatsächlichen Einkommens hinzugerechnet. Die Differenz beider Nettobeträge wird als Berufsschadensausgleich gezahlt (§ 30 Abs. 6 BVG).
Zum 1. Juli 2011 wurden die gesetzlichen Bestimmungen zum Berufsschadensausgleich grundlegend reformiert. Dabei wurde insbesondere das System der Vergleichseinkommen radikal vereinfacht: aus einer Fülle von mehr als 1000 Berufsgruppen wurden lediglich fünf Vergleichseinkommen gebildet, die sich an die Besoldung der Bundesbeamten anlehnen. Darüber hinaus wurde auch das System der Dynamisierung der Vergleichseinkommen verändert, wobei zwei unterschiedliche Dynamisierungsmethoden eingeführt wurden: bei „Altfällen“ (Antragstellung vor dem 1. Juli 2011) wurde das Vergleichseinkommen zum 30. Juni 2011 festgestellt und wird seither jährlich mit demselben Prozentsatz wie die übrigen Renten angepasst (§ 87 Abs. 1 i. V. m. § 56 Abs. 1 Satz 1 BVG); Bei „Neufällen“ (Antragstellung nach dem 30. Juni 2011) hingegen wird der Berufsschadensausgleich jährlich analog der Entwicklung der Beamtenbesoldung angepasst (§ 30 Abs. 5 BVG).

## Empfängerkreis
Die Zahl der Bezieher dieser Leistung des Sozialen Entschädigungsrechtes ist relativ klein. Im Januar 2013 gab es 16.400 Empfänger von Berufsschadensausgleich. Aufgrund des hohen Alters der Kriegsbeschädigten wird die Zahl auch in den kommenden Jahren weiter sinken. Die zweitgrößte Gruppe der Empfänger dieser Leistung sind Opfer von Gewalttaten, die Entschädigung nach dem Opferentschädigungsgesetz erhalten (vgl. § 1 OEG). Zahlenmäßig folgen ehemalige Soldaten der Bundeswehr, die eine Wehrdienstbeschädigung erlitten haben (vgl. §§ 80 f. SVG).